# Plano Piloto (regione amministrativa)
Plano Piloto, fino al 1997 chiamata ufficialmente Brasília, è una regione amministrativa del Distretto Federale brasiliano, che comprende il centro della città di Brasilia e il Parco Nazionale di Brasilia.
La regione amministrativa comprende diversi quartieri e settori, come le ali del sud e del nord, il settore militare urbano (SMU), il nord-ovest, il settore delle industrie grafiche (GIS), Granja do Torto, Vila Planalto e Vila Telebrasília. dalla regione amministrativa, sono Cruzeiro, segregati nel 1989; i Laghi Nord e Sud, divenuti regioni amministrative separate nel 1994; e il Sudoeste/Octogonal, istituito come regione amministrativa nel 2003.